# Geschichte der Freimaurerei in Kuba

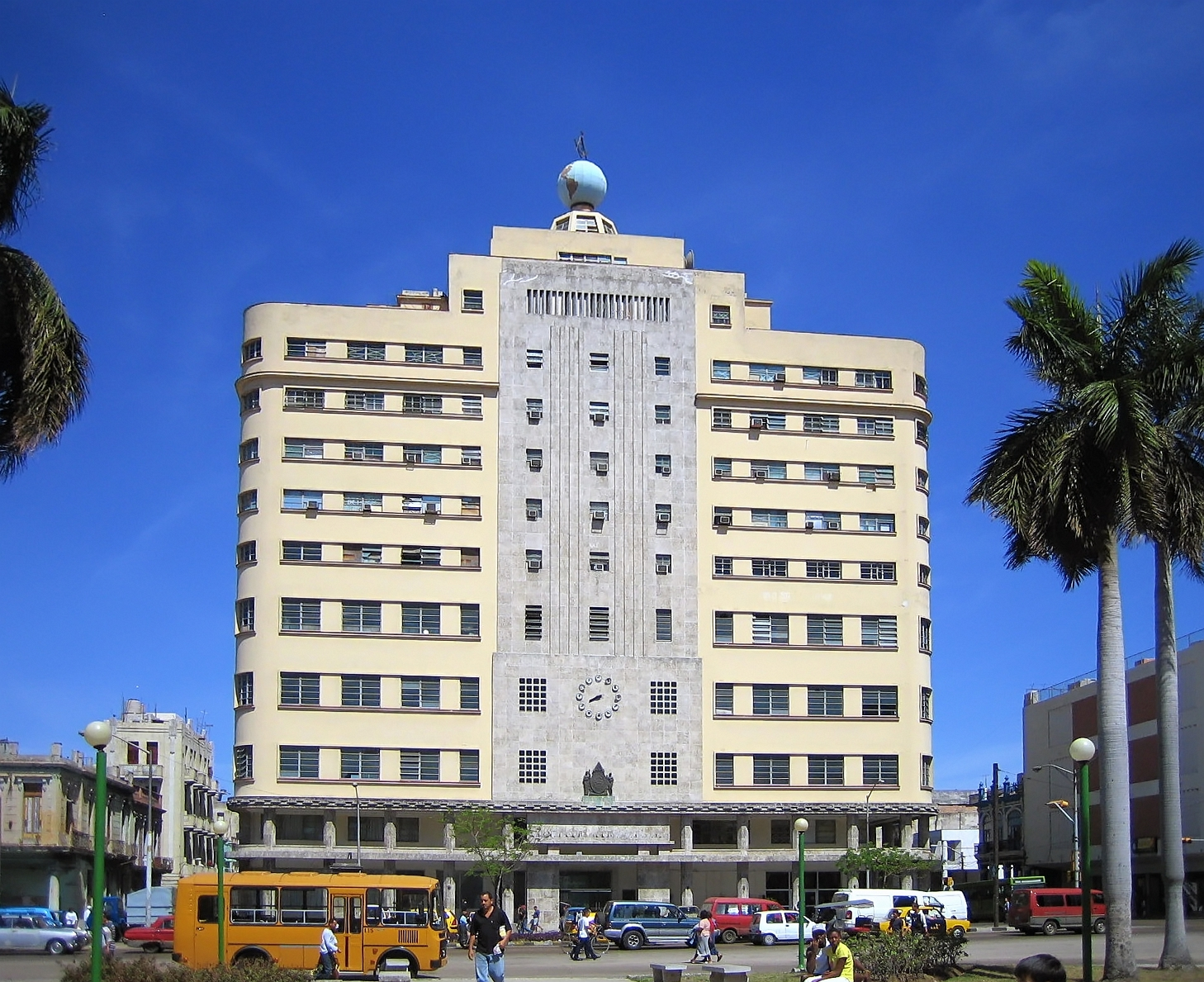
Großloge von Kuba

Die Geschichte der Freimaurerei in Kuba beginnt 1762 mit den ersten freimaurerischen Zeremonien durch Mitglieder einer irischen Feldloge, als britische Truppen Havanna eroberten. Von dieser Zeit profitierte auch das kreolische Bürgertum, das unter den hohen Import- und Exportabgaben der Spanier litt.

## Späte Kolonialzeit
1697 besetzte Frankreich den westlichen Teil der von Christoph Kolumbus im Oktober 1492 entdeckten und von ihm La Isla Española getauften Insel Hispaniola. Dieser Teil der Insel wurde in dieser Kolonialzeit als Saint Domingue, der spanische Ostteil hingegen als Santo Domingo nach der gleichnamigen Stadt bezeichnet.
Während der europäischen Koalitionskriege zwischen Frankreich und Großbritannien schloss sich 1791 François-Dominique Toussaint L’Ouverture der Haitianischen Revolution an, im Zuge derer viele französische Kolonisten und Großgrundbesitzer zwischen 1791 und 1797 nach Kuba flohen. 1802 und 1803 gründeten einige von ihnen in Santiago de Cuba die ersten Freimaurerlogen.
1802 wurde der französische Juwelier Joseph Cerneau, Mitglied der französischen Loge Réunion des Coeurs in Port-au-Prince und spätere Gründer des Cerneauismus in New York City, zweiter Großaufseher der Provinzialgroßloge von Saint Domingue. Nach seiner Flucht nach Kuba wurde er der erste Meister vom Stuhl der neuen Loge El Templo de las Virtudes Teologales No 103, die 1804 unter dem Patent der Großloge von Pennsylvania gegründet wurde. Mit Beginn des Spanischen Unabhängigkeitskrieges wurde er 1807 von der Mitgliedschaft seiner Loge ausgeschlossen und aufgrund einer Petition an den Gouverneur von Kuba von der Insel verbannt. So gelangte er nach New York City, wo er am 16. Januar 1810 von der Washington Lodge No. 21 hinzugewählt wurde.
In den folgenden Jahren wurden in Kuba weitere Freimaurerlogen durch verschiedene amerikanische Großlogen und den Großorient von Frankreich gestiftet. 1818 führte der französische General Louis de Clouet in Havanna mit dem Konsistorium der Prinzen des Königlichen Geheimnisses den Schottischen Ritus offiziell ein. Daneben entstanden durch Patente der Großloge von Louisiana und South Carolina Logen, die nach dem York-Ritus arbeiteten und sich zur Gran Logia del Rito York zusammenschlossen.
Mit der Regentschaft des absolutistischen Ferdinands VII. begannen 1814 auf seinen Befehl in Spanien schwere Verfolgungen, Folterungen und Hinrichtungen von Freimaurern. Als er 1824 die antifreimaurerischen Maßnahmen verschärfte, kam auch in Kuba jegliche freimaurerische Arbeit zum Erliegen.
Nach dem Tod Ferdinands im Jahr 1833 wurde in Spanien die Freimaurerei zeitweise geduldet, ab 1852 kam es jedoch erneut zu Verfolgungen. Unter der Regierung von General Baldomero Espartero von 1854 bis Juli 1856 konnte sich die Freimaurerei kurz erholen, aber schon bald gestalteten sich die freimaurerischen Arbeiten in Spanien bis zur spanischen Revolution von 1868 erneut als schwierig: König Amadeus von Savoyen war selbst Freimaurer.

## Großloge von Kolumbus

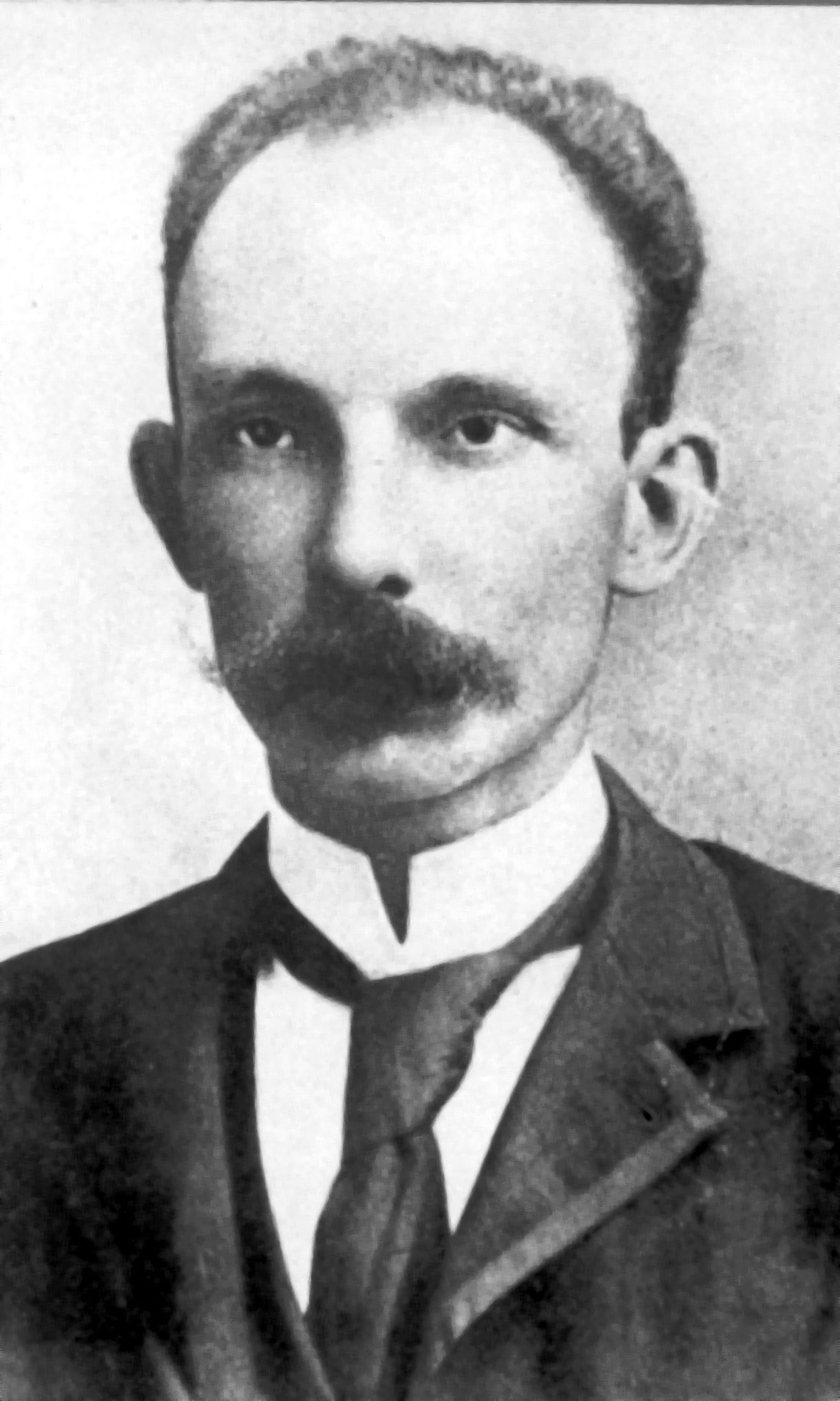
José Martí

In Kuba wurde indessen 1857 der Oberste Rat des Council of Kadosh des Schottischen Ritus gegründet, diese Hochgrad-Freimaurer stifteten wiederum die symbolischen Logen Fraternidad und Prudencia. Später kam noch die reguläre Loge San Andrés hinzu, die ein Patent der Großloge von South Carolina besaß und deren Mitglieder sich hauptsächlich aus Kubanern zusammensetzten, inklusive ihrer obersten Beamten. Diese drei Logen trafen sich 1859 und gründeten die Großloge von Kolumbus unter der Leitung von Andrew Cassard, ein Kubaner französischer Herkunft, der auch als der Vater der Freimaurer der Insel für seine Rolle für das Wiederaufleben der Bruderschaft bezeichnet wird. 1862 gründete Dr. Vicente Antonio de Castro den Großorient von Kuba und den Westindischen Inseln (GOCA) mit dem Ziel, die Freimaurerei zu regularisieren.
Obwohl der spanische König Amadeus von Savoyen Freimaurer war, kam es auf Kuba durch den Ausbruch des Unabhängigkeitskrieges 1868 erneut zu Verfolgungen und viele Freimaurer und die Großmeister der Großloge von Kolumbus wurden inhaftiert. José Andrés Puente Badell wurde erschossen wie viele andere – und das nur, weil sie Freimaurer waren. Aufgrund der Verfolgungen ruhte die Arbeit des Großorients von Kolumbus, bis zu ihrem Wiederaufbau 1871. Die Freimaurerei reorganisierte sich und der Großorient von Kolumbus wurde durch den Großorient von Spanien anerkannt. Dennoch wurden die Kontakte durch den Repräsentanten der amerikanischen Großlogen, Ramon Bru Lassús, offiziell abgebrochen und in Havanna wurden umgehend eigene Logen gegründet, ebenso im spanischen Kuba, in der Iberischen Union und Hijos von Covadonga. Der Grund bestand darin, die gegen die Metropole kämpfenden Creolen von den Ressourcen abzuschneiden, die ihnen der Großorient von Kolumbus zukommen ließ. Im selben Jahr wurde dieser Zwischenfall jedoch gelöst, da Bru seines Amtes enthoben wurde, da man ihm politische Absichten und persönliche Bereicherung vorwarf.
Der 1875 in Lausanne abgehaltene Konvent wurde von einem kubanischen Repräsentanten einberufen und sollte zu einigen wichtigen Vereinbarungen für die Entwicklung der Freimaurerei in Kuba führen. Der Supreme Council von Kolumbus wurde unabhängig von politischer Abhängigkeit von Spanien als regulär und souverän anerkannt. Weiter wurde vereinbart, dass der Supreme Council nicht weiter die drei symbolischen Grade bearbeitet, was ein Freundschaftsabkommen und gegenseitige Anerkennung zwischen dem Supreme Council von Kolumbus und der Symbolischen 'Großloge von Kolumbus ermöglichte.

## Gran Logia de la Isla de Cuba

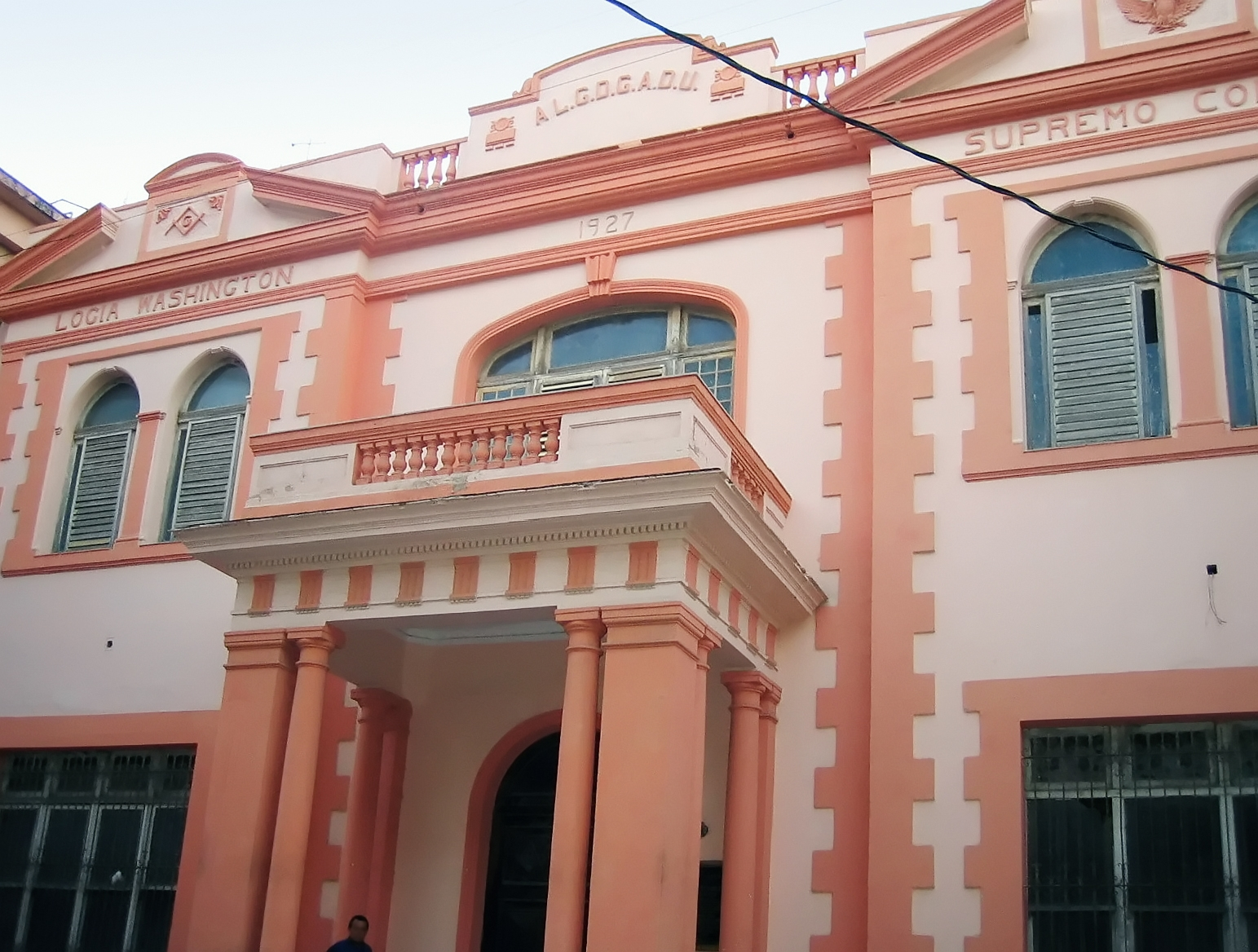
Freimaurerloge Washington

Am 1. August 1876 wurde unter Aurelio Almeida y González, die Großloge der Insel von Kuba (Gran Logia de la Isla de Cuba) im Westen des Landes gegründet und vereinbarte eine gegenseitige Anerkennung mit den Großorienten Spaniens. 1878 wurden die Mitglieder der Großloge beschuldigt, sich gegen das spanische Regime aufzulehnen und forderte sie auf, sich dafür zu rechtfertigen. Die Antwort des Großmeisters Gregorio González Amador und des Großsekretärs Aurelio Almeida fiel entsprechend souverän aus: Man stellte klar, dass es über der Großloge keine Autorität gäbe und brach daraufhin, kurz nach dem Frieden von Zanjón, die Beziehung zum Großorient von Spanien ab.
Während dieser Zeit respektierte die Freimaurerei die Politik der Regierung, dennoch kam es zur Gründung der Loge Obreros de la Luz, unter dessen Mitgliedern sich der Revolutionär Julio Sanguily befand und der zur Vorbereitung des kleinen Krieges (Guerra Chiquita) Dokumente und Nachrichten überbrachte. Später sollte er General Calixto García zur Flucht verhelfen. Unter ähnlichen Umständen entstanden die Logen Plus Ultra und Evolución.
Nach einer stetigen Annäherung der Großlogen und einer Umstrukturierung der symbolischen Freimaurerei, kristallisierte sich 1891 die Großloge der Insel von Kuba als einzige, symbolische und souveräne Körperschaft heraus und im folgenden Jahr wurde ein einziger Supreme Council zur Überwachung der freimaurerischen Hochgrade eingebunden.
Mit der Gründung der Republik 1902 erlebte die Freimaurerei in Kuba einen großen Aufschwung. Drei der ersten fünf Präsidenten Kubas waren Freimaurer: Tomás Estrada Palma, José Miguel Gómez und Gerardo Machado. Machado erließ 1929 ein Dekret, wodurch die Gran Logia de la Isla de Cuba ein staatliches Grundstück für den Bau eines Großlogentempels erhielt. Daran knüpfte er die Bedingung, dass in diesem Gebäude auch eine öffentliche Bibliothek und eine Laienschule eingerichtet wird. Der Glockenturm des Gebäudes erhielt eine Statue des freien Gedankens mit einem nachts brennenden Fanal.
1930 umfasste die Großloge etwa 14.000 Mitglieder in 25 Distrikten mit 190 Logen, 1950 waren es circa 20.000 Mitglieder in 258 Logen. In der Mitte der 1950er Jahre kam es zur Vereinigung mit der Großloge von Kolumbus. Bis 1959 stieg die Gesamtzahl Mitgliederzahl auf 35.000 Freimaurer in 339 Logen an.

## Seit der Revolution 1959
Als Fidel Castro, der sich auf die Ideale des Freimaurers und nationalen Freiheitshelden José Martí berief, 1959 auf Kuba die Macht übernahm, verbot er die Freimaurerei nicht. Nachdem sich aber der ursprünglich von der Freimaurerei unterstützte Kurs der Revolutionsregierung radikalisierte, führte dies zu einer Spaltung unter den Anhängern. Der amtierende Großmeister der Großloge floh ebenso wie ihr Großsekretär und zahlreiche Mitglieder in die USA, wo sie 1961 in Florida die Gran Logia de Cuba en el exilio gründeten. Nach Jahrzehnten der Trennung begannen die Vorsitzenden der kubanischen Freimaurer in Kuba und im Exil im Oktober 2013 einen Prozess der Wiedervereinigung.
Anfang der 1990er Jahre wuchs unter den Kubanern das Interesse an der Freimaurerei, während das Land nach dem Zusammenbruch des Kommunismus in Osteuropa eine schwere Krisenzeit erlebte. Bis 1991 war die Mitgliederzahl in Kuba auf 22.000 in 317 Logen gesunken und stieg dann bis 1999 auf 24.313 Mitglieder in 314 Logen an. In Deutschland kommen auf 82 Millionen Einwohner etwa 14.000 Freimaurer, Kuba hat mit etwa 11 Millionen Einwohner fast die doppelte Zahl an Mitgliedern. Auch in der politischen Opposition sind Freimaurer vertreten, so befanden sich unter 75 Regierungskritikern, die 2003 im sogenannten „Schwarzen Frühling“ zu hohen Haftstrafen verurteilt wurden, zwölf Freimaurer. Im März 2011 gaben die staatlichen kubanischen Medien bekannt, dass der Kinderarzt José Manuel Collera Vento seit 1975 – gleichzeitig zu seinem Eintritt in die Großloge Kubas, zu deren Großmeister er 2000 gewählt wurde – Mitarbeiter des kubanischen Staatssicherheitsdienstes war und sich ab 2000 als Doppelagent des US-amerikanischen Auslandsgeheimdienstes CIA betätigt hatte. Collera war auch in den Fall des US-Amerikaners Alan Gross involviert, der wegen angeblicher Spionage verurteilt wurde.
Da die Unterhaltskosten für die Großloge zu hoch waren und auch die Bibliothek zu verfallen drohte, wurde das Gebäude an den staatlichen Telefonkonzern abgegeben. Man hat sich jedoch die obersten Stockwerke gesichert und erhielt dadurch kostenfreie Räume inklusive Wachschutz und Nebenkosten.